# Dicopomorpha echmepterygis
Dicopomorpha echmepterygis（ディコポモルファ・エクメプテリギス）は、ホソハネコバチ科（Mymaridae）に属するハチ（寄生バチ）の一種。性別によって大きさが著しく異なる性的二形の特徴を有し、雄は2013年時点で確認されている昆虫（成虫）の中で最も小さい体長を持つ。

## 概要
雌の成虫の体長は平均550µmである一方、雄の成虫の体長はその40％程と非常に小さい。Mockford（1997）やHuber and Noyes（2013）により電子顕微鏡などの近代的な設備によって計測された平均体長は186µmで、最小は139µm、最大でも240µmであった。また雌は翅を持ち飛行能力を有している一方、雄は翅がなく複眼も単眼も存在しない一方、雌の体にしがみつくための長い脚を持つ。
Mockford（1997）による研究ではビロウドチャタテ科（Lepidopsocidae）に属するEchmepteryx hageniの卵が宿主となっている事が確認されており、産卵後1匹 - 3匹の雄と1匹の雌が孵化する。成長し交尾を終えた後、雄は卵から出る事なく死亡する一方、雌は外部へ飛び立ち新たな宿主の卵へ産卵を行う。この性的二形は宿主である卵から得られる栄養が限られている事が要因とされており、雄の極端な小ささは成虫となり交尾を行うために必要な栄養を最小限まで減らした結果であると考えられている。